# ルイル
ルイルは、ケニア中南部の旧中央州南部のキアンブの都市。首都ナイロビから約3km離れており、ナイロビ都市圏の一部を構成する。人口は約44万人（2023年）。面積は292km2

## 人口
ナイロビ都市圏の拡大に合わせて人口は急増している。
- 1969年8月24日：1674人
- 1979年8月24日：1718人
- 1989年8月24日：2万3316人
- 1999年8月24日：7万9741人
- 2009年8月24日：23万6961人[2]

## 参考資料
- Regional Development of Metropolitan Nairobi and the Ruiru Master Plan - ウェイバックマシン（2008年7月20日アーカイブ分） – Center for Sustainable Urban Development